# بلال صباحی
بلال صباحی (انگلیسی: Billal Sebaihi؛ زادهٔ ۳۱ مهٔ ۱۹۹۲) بازیکن فوتبال اهل فرانسه است.
از باشگاه‌هایی که در آن بازی کرده‌است می‌توان به باشگاه ورزشی اشتوریل پرایا، باشگاه فوتبال توندلا، باشگاه فوتبال قسنطینه، باشگاه فوتبال سن-اتین، باشگاه فوتبال بیرامار، و باشگاه فوتبال الوداد کازابلانکا اشاره کرد.